# Joell Ortiz
Joell Christopher Ortiz (New York, 6 luglio 1980) è un rapper statunitense, e membro del gruppo hip hop Slaughterhouse. Cresciuto a Brooklyn, in passato è stato sotto contratto con la Aftermath di Dr. Dre e nel 2007 ha pubblicato il suo album d'esordio The Brick: Bodega Chronicles.

## Discografia

### Album in studio

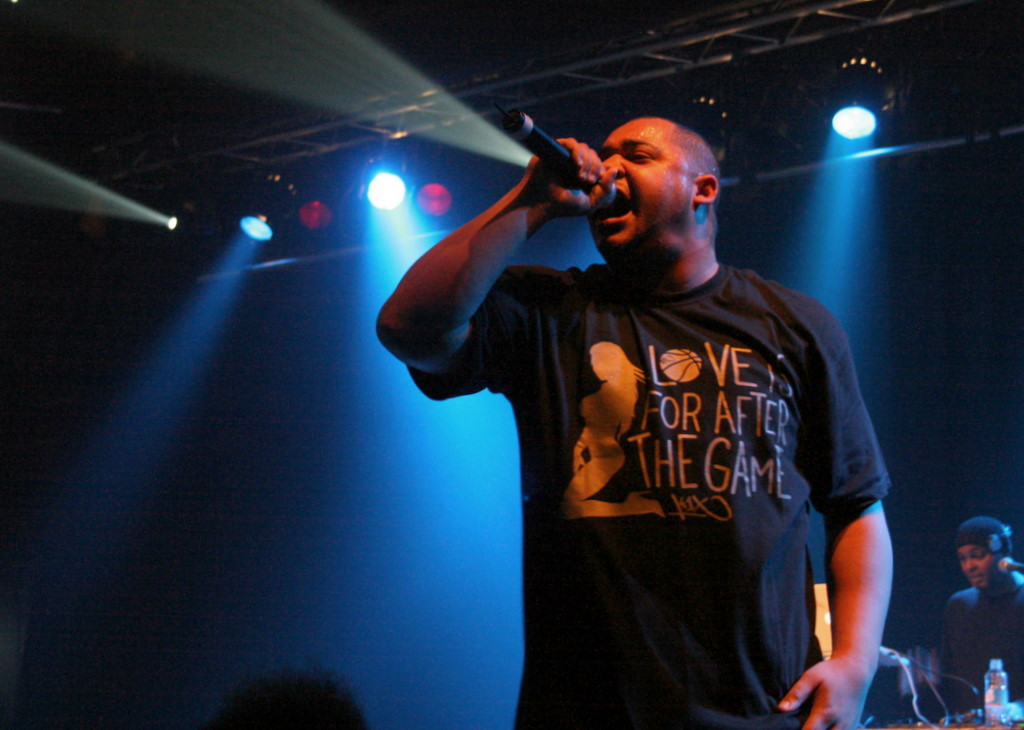
Joell Ortiz ad un concerto nel 2011.

- 2007 – The Brick: Bodega Chronicles
- 2011 – Free Agent
- 2014 – House Slippers
- 2015 – Human (con Illmind)
- 2016 – That's Hip Hop
- 2018 – Mona Lisa (con Apollo Brown)
- 2019 – Monday
- 2021 – Autograph

### Mixtape
- 2007 – Who The F*@k Is Joell Ortiz?
- 2009 – Joell Ortiz Covers the Classics
- 2009 – Road Kill
- 2009 – Defying The Predictable (con Novel)

### EP
- 2010 – Farewell Summer
- 2014 – Yaowa! Nation

### Con gli Slaughterhouse

#### Album in studio
- 2009 – Slaughterhouse
- 2012 – Welcome to: Our House

#### EP
- 2011 – Slaughterhouse

#### Mixtape
- 2012 – On the House
- 2014 – House Rules